# 文化的同化
文化的同化（ぶんかてきどうか、英: Cultural assimilation）、または異文化同化（いぶんかどうか）とは、社会的少数者（マイノリティ）やその文化が社会の多数派グループ（マジョリティ）に似てくる、あるいは他グループの価値観・行動・信条と完全にまたは部分的に同化するプロセスである。
文化的同化には、完全同化と強制同化の二種類がある。完全同化は、自然に起こるため、より一般的である。政治的イデオロギーとして使われる「同化政策」は、民族集団を意図的に国の文化に同化させる政策を指す。
文化的同化の過程では、マイノリティは言語や外見だけでなく、地元の文化や雇用されているコミュニティへの吸収などの より重要な社会経済的要因を通じて、主要文化（支配的文化）への適応が起こる。
マイノリティまたはその文化が主要文化に完全に同化し、文化的特徴がそれほど顕著でなくなったり完全に消えたりことをアカルチュレーション（文化変容）と呼ぶ。文化的同化は文化変容に似ているとされたり、前者は後者の段階の一つとされたりする。
一方、多文化コミュニティで主に見られる文化統合など別タイプの文化的同化では、マイノリティは元の文化を保持しながら別の社会規範に適応するなどの実用的な理由や、文化伝播を通じて、主要文化を部分的に取り入れる。
同化には、祖先の文化の置き換えではなく、個人またはグループが既存の文化的範囲を拡大する、いわゆる付加的文化変容も含まれうる。

## 概要
文化的同化は、集団の状況に応じて、変化が急速または緩やかになる場合がある。マイノリティがマジョリティと区別がつかなくなったときに、完全同化と呼ぶ。
ある集団が同化すべきかどうかは、集団内外からしばしば議論される。文化的同化は社会的類似性を保証するものではない。文化的同化は自発的に起こる場合もあれば、強制的である場合もある。
強制同化を含む様々な同化は、18・19・20世紀に起こった植民地時代の先住民に特に関係している。このタイプの同化には、改宗、家族の分離、性別の役割の変更、外国勢力間の財産の分割、地域経済の排除、持続可能な食糧供給の欠如が伴う。植民地主義によるものであれ、一国内のものであれ、強制同化は持続不可能であることが多く、反乱や政権転覆につながる。強制同化によって異なる文化慣習を強いられた人々は、固有の慣習や宗教に戻ることがよくある。
歴史を通じて、自発的同化は支配的文化からの圧力への対応であることが多く、安全を得るための順応といえる。自発的同化の例としては、スペイン異端審問が挙げられる。当時、ユダヤ人とイスラム教徒はローマカトリック教会を受け入れたが、多くの人々は依然として個人的には伝統的な宗教を実践していた。自発的同化は、平和的に同化したことを支配的な勢力に納得させるために使われるが、集団が受け入れた文化的信念に完全に従うことを意味しないことがよくある。
同化という言葉は、先住民だけでなく、新しい土地に定住した「移民」にも使われることが多い。新しい文化と、元の文化に対する新しい態度は、接触とコミュニケーションを通じて得られる。同化は、比較的希薄な文化が一つの統一された文化に統合されると仮定している。そのプロセスは、各文化間の接触と適応を通じて起こる。現在の同化の定義は、通常、移民のそれを指すのに使われるが、多文化主義では、文化的同化は世界中で、様々な社会的文脈の中で起こり、特定の地域に限定されない。

## 移民の同化
社会科学者は、移民の同化を評価するために、社会経済的地位、地理的分布、第二言語習得、族外婚という4つの基準を重視している。ウィリアム・A・V・クラークは、米国における移民の同化を「アメリカ社会の社会的ダイナミクスを理解する方法であり、多数派と少数派の相互作用の過程で自然に、時に意図せず発生するプロセスである」と定義している。
移民の同化によるプラス効果も研究で指摘されている。BleakleyとChin (2010) による研究では、非英語圏の国から 9歳までに米国に移住した人は、英語圏の国から移住した人と同程度の英語を話す傾向があることがわかった。逆に、非英語圏の国から 9歳以降に移住した人の英語力ははるかに低く、移住時の年齢とともに直線的に低下する。この研究では、英語力が高い人は現在結婚している可能性が低く、離婚する可能性が高く、子供の数が少なく、配偶者の年齢が近いなどの社会文化的影響も指摘されている。英語を上手に話せるようになると、収入が33%以上向上すると推定されている。

## 受入国側の態度
移民がどのように言語能力、社会経済的地位などを向上させ、受入国へ同化していくかが、受入国で生まれた人々（以下、現地人）の認識に変化をもたらすかどうかの研究や証拠はほとんどない。Ariela Schachterの『「異なる」から「似ている」へ：同化を理解するための実験的アプローチ』と題された論文では、現在米国に住んでいる白人アメリカ人の移民に対する認識調査が行われた。この調査では、白人は、移民出身者、例えば友人や隣人と「構造的な」関係を築くことに前向きであるが、これに黒人移民、ネイティブアメリカン、不法移民は含まれず、法的地位に関係なく、すべての非白人アメリカ人を異質な存在と見なしていた。
Jens HainmuellerとDaniel J. Hopkinsによる『隠れたアメリカ移民コンセンサス：移民に対する態度の結合分析』と題された同様の論文は、移民に対する同様の態度を確認した。研究者らは、教育状況、出身国、出生地、その他、9つの属性が書いてある架空の移民申請書を元に、米国への入国申請を受理するか尋ねた。その結果、現地人は高水準の仕事に就いている教育を受けた移民を好意的に見ている一方、就労計画のない移民、不法移民、英語が堪能でない移民、イラク系移民を好意的に見ていないことがわかった。

## 新しい国への適応
米国に入国する留学生の数が増え、彼等の適応は異文化研究において重要である。Yikang Wang による研究『米国における留学生の異文化適応』では、留学生の心理的および社会文化的適応が時と共にどのように変化するかを調べている。心理的適応とは、「異文化移行中の幸福感や満足感」を指し、社会文化的適応とは、新しい文化に適応する能力を指す。心理的適応は米国に少なくとも 24 か月滞在した学生にとって最も大きな変化を示したが、社会文化的適応は時間の経過とともに着実に増加した。
一方、2020年に発表されたポーラ・カリジューリのチームによる研究では、留学生と現地学生の社会的交流を促進するために設計された一学期間の授業体験が、留学生の帰属意識と社会的支援を育むのに役立つことが示されている。
Viola Angeliniの研究『移民の生活満足度：文化的同化は重要か？』では、同化が幸福をもたらすという理論が提唱されている。この研究の目的は、移民の文化的同化と主観的幸福感の違いを評価することであった。この論文には、「受入国文化への同化と移民の主観的幸福感の直接的な尺度」を調べた研究が示されている。ドイツ社会経済委員会のデータを使用して、雇用状況、賃金などの要因を除外した後でも、文化的同化と移民の生活満足度/幸福の間には正の相関関係があると結論付けられた。「生活満足度との相関は、定着した移民の方が最近移住した移民よりも強い」ことも確認されている。
Clare D’Souzaによる『文化的ショック、異文化への感受性、適応意欲の調査』という研究では、収集されたデータを分析するために日記法が用いられている。この研究は、海外研修旅行に参加した学生を対象に行われた。カルチャーショックを経験した学生は、敵意・怒り・否定的感情・不安・欲求不満・孤立・退行といった反応を示す。また、永住する前にその国に旅行したことのある人は、文化やその国での自分の立場について、あらかじめ理解している傾向があり、このような人の感情表現には、興奮・幸福・熱意・多幸感などがある。
Nish Belfordによる『メルボルン出身の留学生が語る異文化移行体験: カルチャーショック、社会的交流、友情の発展』という論文は、「文化的類似性・異文化コミュニケーション能力・異文化間の友情・関係的アイデンティティ」などの変数がカルチャーショックに与える影響に焦点を当てている。

### アメリカ合衆国
1880年から1920年の間に、米国は約2400万人の移民を受け入れた。この移民の増加は、多くの歴史的変化に起因する。21世紀初頭は新たな大規模移民時代であり、社会学者は再び移民が社会や自身に与える影響を理解しようとしている。
同化は、アメリカの社会学ではさまざまな意味を持っていた。ヘンリー・プラット・フェアチャイルドは、アメリカにおける同化をアメリカ化または「人種のるつぼ」理論と関連付けている。また、同化と文化変容は同義であると考える学者もいた。一般的な見方によれば、同化とは、別のグループまたは個人からの「解釈と融合のプロセス」である。これには、記憶・行動・感情が含まれる場合がある。経験と歴史を共有することで、彼らは共通の文化生活に溶け込む。関連する理論として、アメリカの社会学者ミルトン・ゴードンが提唱した構造的多元主義がある。これは、民族集団がアメリカの主流社会に文化的同化したにもかかわらず、構造的な分離を維持しているというアメリカの状況を説明している。ゴードンは、教育・職業・政治・社会の派閥などのアメリカの社会制度への移民の統合は限定的であると主張した。
1607年から1776年の植民地時代、イギリスの植民地への移民は、自発的移住と強制移住という二つの全く異なる経路で行われた。自発的に植民地に移住した人々は、安い土地・高い賃金・イギリス領北アメリカの良心の自由という魅力に惹かれた。一方、植民地に強制移住させられた最多数はアフリカ出身奴隷であった。強制移住された囚人とは異なり、当初 奴隷は自由を獲得する可能性がなかったが、南北戦争前に奴隷の一部が解放された。
長い歴史を持つアメリカへの移民は従来、階級・人種・民族の階層構造における地位がより構造化または確立されており、法律扶助・調整官・社会組織など、移民を支援するための多くの機関があった。一方、近年の移民は地位があまり明確ではない。また移民政策の厳しさは移民と現地人の人種的分離のレベルに影響を与える可能性がある。WatersとJimenezは、これらの違いが移民の同化と、それを評価する研究者のやり方に影響を与える可能性があると推測している。
さらに、米国における移民の統合は、2000年以降の米国の人口増加の29％を占めている。米国への移民は、過去 20年間にわたって綿密に調査されている。その結果、市民権・住宅所有・英語能力・職業上の地位・より高い収入など、移民の原動力となる要因が明らかになった。

### カナダ
カナダの多文化の歴史は、16世紀から19世紀にかけてのヨーロッパ諸国によるアメリカ大陸の植民地化にまで遡り、この地域にはヨーロッパ系の民族が次々と移住してきた。20世紀は、インド人・中国人・日本人が最大の移民グループだった。

#### 20世紀～現在：同化から統合への移行
カナダは依然として世界最大の移民人口を抱える国の一つである。2016年の国勢調査では、登録移民は750万人と記録されており、これは総人口の5分の1に相当する。焦点は文化的同化から文化統合へと移った.。同化主義とは対照的に、統合はマイノリティのルーツを維持しながら、主要文化との円滑な共存を可能にすることを目指している。

## 先住民族の同化

### オーストラリア
連邦制以前の植民地時代に、オーストラリアのいくつかの州と特別地域では、オーストラリア先住民に対する「保護」政策（白人社会からの隔離）に沿った法律が採用された。ビクトリア州では1867年、西オーストラリア州では1886年、クイーンズランド州では1897年である。連邦制の後、ニューサウスウェールズ州は1909年に、南オーストラリア州と（当時 南オーストラリア州の管理下にあった）ノーザンテリトリーでは1910年から1911年に制定された。福音宣教と政府運営のアボリジニ保護区が創設され、法律によりアルコールが禁止され、移動・雇用が制限された。この政策はアボリジニが絶滅したり、白人社会に完全に吸収されたりすることはないと認識された20世紀前半に強化された。例えば、ノーザンテリトリー・アボリジニ条例の規定では、アボリジニは州の保護下に置かれ、「混血アボリジニ」（ハーフ・カーストとして知られる）の子供達は、ヨーロッパ式の教育を施すために親から強制的に引き離され、女子は家事使用人として訓練されることが多かった。保護主義政策は中止され、同化政策に引き継がれ、「純血」のオーストラリア先住民は「絶滅」しても構わず、「混血」は白人社会に同化するよう奨励されるべき とされた。先住民は白人より劣っているとみなされ、仕事を求めて移住しなければならなくなった後、主に白人の町でしばしば差別を受けた。
1910年から1970年にかけて、先住民の子供達の何世代もが親から引き離され、「盗まれた世代」として知られるようになった。この政策は、個人・家族・先住民文化に永続的な損害を与えた。

1939年に発表されたアボリジニ向けニューディールは、先住民の「生物学的吸収」または「排除」に基づく公式政策の終焉を示し、公民権の前提条件として文化的同化が取って代わった。1961年にキャンベラで開催された先住民福祉会議で、オーストラリア連邦政府と州政府の大臣は、政府の文脈における先住民オーストラリア人の「同化」の公式定義を示した。連邦準州大臣のポール・ハスラックは、1961年4月に下院に次のように伝えた：
同化政策とは、オーストラリア政府全体の見解では、すべてのアボリジニおよび混血アボリジニが最終的には他のオーストラリア人と同じ生活様式を獲得し、単一のオーストラリア共同体の一員として生活し、他のオーストラリア人と同じ権利と特権を享受し、同じ責任を受け入れ、同じ慣習を守り、同じ信条・希望・忠誠心に影響を受けることが期待されることを意味する。したがって、アボリジニおよび混血アボリジニに対して講じられる特別措置は、肌の色に基づくものではなく、突然の変化による悪影響から彼らを保護し、将来の社会的・経済的・政治的進歩に有利な方法で、ある段階から別の段階への移行を支援するために、彼らへの特別な配慮と支援のニーズを満たすことを意図した一時的な措置とみなされる。

### ブラジル
2019年1月、ブラジルの新大統領ジャイール・ボルソナーロは、国立先住民保護財団（FUNAI）から、先住民領を特定し 境界を定める責任を剥奪した。彼は、これらの地域には非常に小さな孤立した人口が存在すると主張し、先住民をより大きなブラジル社会に統合することを提案した。サバイバル・インターナショナルによれば、「先住民族の土地の境界線を定める責任をFUNAIから農業省に移譲することは、事実上、ブラジルの先住民に対する公然たる戦争宣言である。」

### カナダ 1800–1990年代: 強制同化
19世紀から 20世紀にかけて、そして最後のカナダの先住民寄宿学校が閉鎖された 1996年まで、カナダ政府はキリスト教会の支援を受けて、カナダの先住民を強制同化させる運動を開始した。政府は条約と武力行使を通じて先住民の土地に対する権力を強化し、最終的に先住民の大半を保護区に隔離した。結婚の慣習や宗教的儀式は禁止され、精神的指導者は投獄された。さらに、カナダ政府は子供達を同化させるために大規模な寄宿学校制度を定めた。先住民の子供達は家族から引き離され、これらの新しい学校で自分たちの文化を表現することは許されなかった。彼らは罰を受けることなく自分たちの言語を話したり、伝統を実践したりすることは許されなかった。キリスト教会による暴力や性的虐待の事例も数多くあった。カナダの真相究明と和解のための委員会は、この政策は文化浄化に相当すると結論付けた。学校は子供達を文化的ルーツから遠ざけるために積極的に活動した。学生は母国語を話すことを禁じられ、日常的に虐待を受け、卒業後は政府によって結婚を斡旋された。カナダ政府は、カトリック教会と英国国教会を通じて、先住民族をより広いカナダ社会に完全に同化させ、彼ら先住民族の歴史の痕跡をすべて破壊するという明確な目標を持っていた。

### クロアチアとトランシルヴァニア
ハンガリーとの同君連合であったクロアチア王国 (1102年-1526年)の時代、クロアチア人は伝統的な慣習を捨て、カトリックやラテン文字などハンガリー文化の要素を取り入れるよう圧力をかけられた。このため、ハンガリー文化の要素は現代のクロアチア文化にも見受けられ、その一部とみなされている。
ハンガリー王国全土で、マイノリティに属する市民を中心に、多くの市民がカトリックへの改宗を強制された。強制改宗政策はクロアチアとトランシルヴァニアで最も厳しく、改宗を拒否した市民は刑務所に送られることもあった。ルーマニアの文化人類学者イオアン・ルパシュは、トランシルヴァニアがハンガリー王国の一部となった1002年から1300年までの間に、トランシルヴァニアに住む約20万人の非ハンガリー人がカトリック改宗に抵抗したために投獄され、そのうち約5万人が獄死したと述べている。

### メキシコとペルー
ヨーロッパ人が「インド」を求めて大西洋を探検し、アメリカ大陸の発見へとつながる植民地主義と共に南米における文化的同化が始まった、とバルトロメ・デ・ラス・カサスは考えた。労働力・木材・金・銀・銅などの天然資源、農産物資源を大量に運び、ヨーロッパは一方的に利益を上げ、先住民に対して優位に立った。これに加えて、ポルトガルやスペインなどは南米の植民地に、ローマカトリック教会に従うこと、先住民の言語よりもスペイン語やポルトガル語を受け入れること、ヨーロッパ式の政府を受け入れることなど、ヨーロッパの慣習に同化することを要求した。
スペインなどの植民地大国は、強制的な同化政策と暴力を用いて先住民に対する文化的優位性を主張した。一例として、1519年にスペインの探検家エルナン・コルテスがメキシコのアステカ帝国の首都テノチティトランに到達した時のことが挙げられる。アステカ人が人身御供をしていたことを知ったコルテスは、高位のアステカ人を殺害し、アステカの統治者モクテスマ2世を捕虜にした。その後、コルテスはテノチティトランの権力を取り戻すために同盟を組み、その地をメキシコシティと改名した。殺人や伝染病の蔓延によって権力を奪うことなしに、比較的少人数であるスペインのコンキスタドールはメキシコを占領し、多くの人々をカトリックに改宗させて奴隷にすることはできなかったとされる。スペイン人は植民地時代に南米の先住民の言語的・宗教的・文化的同化に影響を与えたが、インカの言語であるケチュア語など多くの先住民の言語は、今日でもペルーなどで少なくとも400万人に使用されている。

### ニュージーランド
18世紀後半以降のニュージーランドの植民地化の過程で、先住民のマオリ族は、入植してきたヨーロッパ人や入植者の文化に自然と同化していった。遺伝的同化は早くから始まり、その後も続いた。1961年のニュージーランド国勢調査では、マオリ族のわずか62.2%が「純血マオリ」と分類された（パケハー・マオリと比較）。言語的同化も早くから継続的に起こった。ヨーロッパからの入植者はマオリ語を適用して、適応し、またヨーロッパの言語もマオリ語の語彙に（おそらく音韻にも）影響を与えた。
19世紀の植民地政府は事実上、同化政策を奨励した。20世紀後半までに、政策はバイカルチャーの発展を支持するものとなった。マオリは、ヨーロッパ由来の物質文化（金属・マスケット銃・ジャガイモ) のいくつかの要素を、早くから比較的急速に取り入れた。文字・キリスト教・君主制・宗派主義・ヨーロッパ風の日常的な衣服・奴隷制の不承認などは、よりゆっくりと広まった。その後の発展（社会主義・反植民地主義理論・ニューエイジ思想）は、より国際的に流動的であるとされている。マオリの共同体主義はヨーロッパ風の個人主義と同化していないと見られている。

## 関連書籍
- Alba, Richard D.; Nee, Victor (2003). Remaking the American Mainstream. Assimilation and Contemporary Immigration. Harvard University Press. ISBN 978-0-674-01813-6
- Armitage, Andrew (1995). Comparing the Policy of Aboriginal Assimilation: Australia, Canada, and New Zealand. UBC Press. ISBN 978-0-7748-0459-2
- Crispino, James A. (1980). The Assimilation of Ethnic Groups: The Italian Case. Center for Migration Studies. ISBN 978-0-913256-39-8
- Drachsler, Julius (1920). Democracy and Assimilation: The Blending of Immigrant Heritages in America. Macmillan
- Gordon, Milton M.. Daedalus Yetman. ed. “Assimilation in America: Theory and Reality”. Journal of the American Academy of Arts and Sciences (Boston, Mass.) 90 (2):  245–258.
- Gordon, Milton M. (1964). Assimilation in American Life: The Role of Race, Religion, and National Origins. New York: Oxford University Press
- Grauman, Robert A. (1951). Methods of studying the cultural assimilation of immigrants. University of London
- Kazal, R. A. (April 1995). “Revisiting Assimilation”. American Historical Society 100.
- Murguía, Edward (1975). Assimilation, Colonialism, and the Mexican American People. University of Texas at Austin: Center for Mexican American Studies. ISBN 978-0-292-77520-6
- Zhou, Min (Winter 1997). “Segmented Assimilation: Issues, Controversies, and Recent Research on the New Second Generation”. International Migration Review 31 (4, Special Issue: Immigrant Adaptation and Native–Born Responses in the Making of Americans):  975–1008. doi:10.1177/019791839703100408. PMID 12293212.
- Zhou, Min; Carl L. Bankston (1998). Growing Up American: How Vietnamese Children Adapt to Life in the United States. III. New York: Russell Sage Foundation. ISBN 978-0-87154-995-2